# Kerdous
Kerdous est un village de l'Anti-Atlas central (province de Tiznit) situé à 1 218 mètres d'altitude. Il est connu pour avoir été, de 1915 à 1919, le lieu-refuge de celui qu'on appelait alors le « sultan de Kerdous » (« agellid n Kerdus » en berbère), Ahmed al-Hiba (fils de Ma El Aïnin). Il fut célèbre en son temps pour s'être fait proclamer sultan à Tiznit puis à Marrakech en 1912 en appelant au Jihad contre les Français au tout début de l'époque du Protectorat. C'est d'ailleurs dans ce village que se trouve le tombeau de ce personnage. Un moussem s'y tient, assez irrégulièrement, en son honneur, durant le mois de juillet.
Durant son séjour à Kerdous, Moulay Ahmed el Hiba fut l'hôte d'un notable du village, Addi Ou Ahmed, qui l'accueillit dans sa propre maison.
C'est pour cette raison que le village fut bombardé à plusieurs reprises en 1917 et 1934 (Merebbi Rebbu ayant pris la succession de son frère el Hiba en 1919) par l'aviation de l'armée coloniale française.

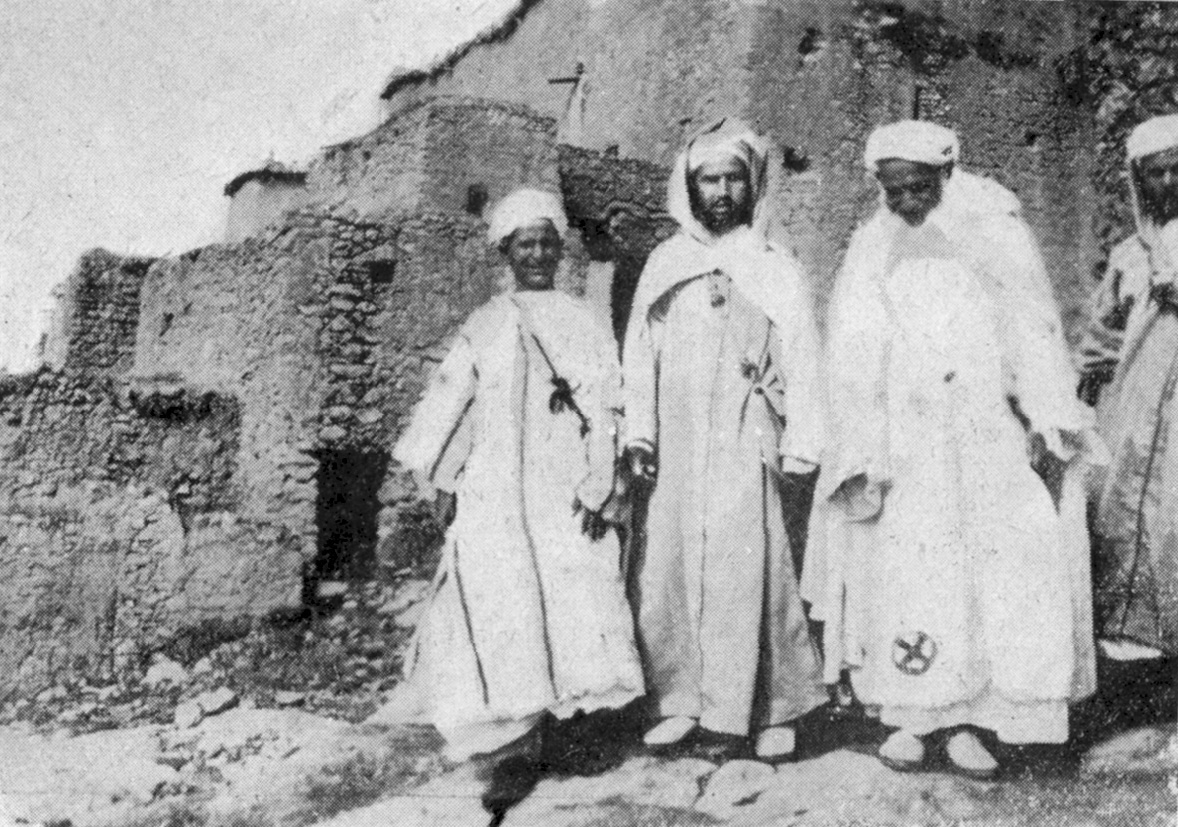
Le caïd Addi Ou Ahmed (avec la croix) devant sa maison (Kerdous, 1934)

Kerdous appartient à la grande tribu des Ida Ou Baâqil.